# 노트르담 드 파리 (뮤지컬)
노트르담 드 파리(프랑스어: Notre-Dame de Paris, 파리의 노트르담 대성당)는 빅토르 위고의 노트르담의 꼽추를 원작으로 한 뮤지컬이다. 1998년 프랑스 파리에서 초연했다. 리까르도 꼬치안떼(Riccardo Cocciante)가 작곡했으며, 뤽 플라몽동(Luc Plamondon)이 가사를 지었다.
초연 이후 프랑스 외에 캐나다, 벨기에, 러시아, 스위스, 이탈리아, 스페인, 중국, 대한민국, 아이티, 타이완 등에서 공연했다. 축약된 버전이 라스 베가스에서 2000년에 공연된 바 있다. 영어로 된 전체 버전은 영국 런던에서 공연됐다.
극중 등장하는 노래 중 미인(Belle), 대성당들의 시대(Le temps des cathédrales) 등은 여러 가지 언어로 번역된 바도 있다.

## 출연진

### 파리 오리지널 출연진
- 엘렌 세가라 : 에스메랄다
- 가루 : 콰지모도
- 다니엘 라보아 : 프롤로
- 브뤼노 펠티에 : 그랭구아르
- 파트릭 피오리 : 페뷔스
- 뤽 메르빌 : 클로팽
- 쥘리 제나티 : 플뢰르 드 리스

### 한국 오리지널 출연진
- 최성희(바다), 오진영, 문혜원, 윤공주 : 에스메랄다
- 윤형렬, 김법래, 조순창, 홍광호, 문종원 : 콰지모도
- 서범석, 류창우, 민영기, 최민철 : 프롤로
- 김태훈, 박은태, 전동석, 마이클리 : 그랭구아르
- 김성민, 박은석, 김태형 이충주 : 페뷔스
- 이정열. 문종원 : 클로팽
- 김정현, 곽선영 : 플뢰르 드 리스
- 이종혁, 이유청 : 앙상블

## 노래 목록
| 1막 1. 서장 2. 대성당들의 시대 3. 거리의 방랑자들 4. 프롤로의 명령 5. 보헤미안 6. 에스메랄다, 너도 7. 다이아몬드 8. 미치광이들의 축제 9. 미치광이들의 교황 10. 마녀 11. 버려진 아이 12. 파리의 문들 13. 납치 시도 14. 기적의 궁전 15. 페뷔스란 이름 16. 태양처럼 눈부신 17. 괴로워 18. 아나키아 19. 물을 주오 20. 아름답다 21. 내 집은 그대의 집 22. 이방인의 아베마리아 23. 내 마음을 볼 수 있다면 24. 파멸의 길로 나를 25. 그림자 26. 발 다무르 카바레 27. 사랑의 기쁨 28. 숙명이여 | 2막 29. 피렌체 30. 성당의 종들 31. 그녀는 어디에? 32. 새장 속에 갇힌 새 33. 죄인들 34. 재판 35. 고문 36. 페뷔스 37. 신부가 되어 여자를 사랑한다는 것 38. 말 탄 그대 모습 39. 그대 곁으로 돌아가겠어 40. 에스메랄다를 찾아간 프롤로 41. 네가 춤추던 그 날 아침 42. 해방 43. 달 44. 그대에게 호각을 줄께요 45. 불공평한 이 세상 46. 살리라 47. 노트르담 성당 습격 48. 추방 49. 나의 주인, 나의 구원자 50. 그녀를 내게 주오 51. 춤을 춰요, 나의 에스메랄다 52. 춤을 춰요, 나의 에스메랄다 (되풀이) 53. 대성당들의 시대 (되풀이) |

## 줄거리
Act1

배경은 1482년 파리이다. 극중 참가자이자 해설자인 시인 그랭구아르가 배경을 설명한다. 그는 인류가 역사를 성당의 건물에 새겨왔음을 말한다. 당시에는 인쇄 기술이 발달하지 않았으므로 성당의 유리와 돌에 글을 썼다. 이는 이후 2막 첫 곡인 피렌체("Florence")에서 구텐베르크의 인쇄 기술 발명으로 인한 성당의 몰락을 암시하는 것과 대조적이다. 노래 후반부 대성당의 시대가 끝났음을 알리고, 부랑자들의 무리가 파리에 도착했다고 알려준다.(″Le Temps des Cathédrales″).
클로팽이 이끄는 부랑자의 무리가 노트르담 성당 입구에서 떼지어 도움과 안식처를 구걸한다(″Les Sans-Papiers″). 격렬한 안무가 부랑자들의 마음을 대변한다. 성당의 부주교 프롤로는 근위대장 페뷔스에게 무리를 쫓아내도록 명령한다. 그의 부하들이 부랑자 무리를 쫓아내는 동안, 페뷔스는 무리에서 아름다운 집시 여인 에스메랄다를 발견하고 그녀에게 매료된 듯 시선을 빼앗긴다. 에스메랄다는 그에게(동시에 관객에게) 집시로서의 그녀와 꿈에 대해 소개한다(″Bohémienne″). 페뷔스는 부랑자 무리에 있는 에스메랄다를 체포하지 않고, 내버려둔다. 

에스메랄다가 여덟살, 부모를 잃었을 때부터 그녀를 돌봐 온 클로팽은 에스메랄다에게 그녀가 더 이상 아이가 아님을 상기시킨다. 클로팽은 에스메랄다에게 그녀가 아주 아름답게 성장했고 이제는 사랑을 발견하게 될 나이라고 말한다. 그리고 모든 남자가 진실하지는 않으므로, 남자를 경계하라고 충고한다(″Esmeralda, Tu Sais″). 

고귀하고 아름답지만 아직 순진한 아가씨인 플뢰르 드 리스는 페뷔스를 사랑하며, 그의 약혼녀이다. 플뢰르 드 리스는 페뷔스에게 더는 방황하지 말고 자신에게 안착할 것을 요구하고, 그는 그런 그녀에게 사랑을 맹세한다(″Ces Diamants-La″). 

그랭구아르가 주재하는 광인절이 시작되고(″La Fete Des Fous″), 가장 추한 얼굴을 만든 사람이 바보들의 교황으로 선정되어 에스메랄다에게 왕관을 수여받는다. 노트르담의 종지기 콰지모도는 숨어있다가 민중에 의해 한복판으로 끌려나온다. 그는 꼽추이고 기형으로 매우 흉한 외모를 지녔다. 그는 1일 교황으로 선정되지만 스스로 아무 힘도 없어 에스메랄다에게 관심받을 수 없는 처지임을 깨닫는다("Le Pape des Fous"). 

프롤로가 난입하여 민중을 해산시키고 그들과 어울리는 콰지모도를 꾸짖는다. 프롤로는 그에게 마술을 벌이고 대중을 현혹한 에스메랄다를 납치하라고 명령한다("La Sorciere"). 콰지모도는 양아버지와 같은 프롤로에게 헌신하며, 명령을 따르겠다고 답한다("L'Enfant Trouve"). 

파리에 밤이 오고 그랭구아르가 그를 묘사한다("Les Portes de Paris"). 콰지모도는 어두운 거리를 따라 에스메랄다의 뒤를 밟고 그녀를 납치하려고 하나, 때마침 페뷔스와 그의 부하에게 발각되어 체포당한다. 페뷔스는 에스메랄다에게 집시들이 사는 곳까지 동행해주겠다고 하지만 자유로운 집시 여인 에스메랄다는 이를 거절한다. 그러자 페뷔스는 에스메랄다에게 다음날 밤 발다무르 카바레에서 만나자고 제안하고 에스메랄다는 수락한다("Tentative d'enlèvement"). 

파리의 온갖 이방인이 모인 기적궁에서, 클로팽은 이곳에서 모두가 평등하여 누구도 인종이나 범죄기록으로 차별받지 않는다고 말한다(″La cour des miracles″). 우연히 이 이방인들의 영역에 들어오게 된 그랭구아르는 포위되고, 클로팽은 결혼하기 위해 그를 데려가는 여자가 없다면 교수형에 처하겠다고 한다. 때마침 소란 중에 나타난 에스메랄다가 그와 결혼해주겠다고 선언해서(단순히 죽는 게 불쌍해서 해주는 명목 상 부부) 클로팽은 그랭구아르를 무리의 일원으로 받아들인다. 

후에 에스메랄다와 그랭구아르가 단 둘이 남자 그랭구아르는 스스로를 파리의 “거리의 왕자”로 소개하면서, 비록 그가 신사는 아니지만 에스메랄다가 그의 뮤즈이자 영감이 되어준다면 기쁠 것이라고 한다. 그랭구아르가 지식인(시인)이므로 에스메랄다는 그에게 페뷔스가 무슨 뜻이냐고 묻는다. 그랭구아르는 그녀에게 페뷔스가 “태양” 혹은 “태양신”을 의미한다고 설명한다. 에스메랄다는 낭만적으로 받아들여 이름의 뜻을 사람 페뷔스에게 결착시킨다("Le mot Phoebus").
플뢰르 드 리스 역시 페뷔스를 열성적으로 생각한다. 둘은 각자 페뷔스가 자신만을 평생 사랑할 것이라 믿는다("Beau Comme le Soleil"). 

한편 페뷔스는 약혼자 플뢰르 드 리스와 매혹적인 에스메랄다 사이에서 갈등한다. 그는 한 명은 아내로서, 한 명은 한 때의 애인으로서 둘다 원한다("Déchiré"). 

다음 날, 프롤로는 그랭구아르를 불러 에스메랄다에 대해 물어보면서, 에스메랄다에게 지나치게 접근하는 걸 금기시한다. 그랭구아르는 대화 주제를 바꾸어 노트르담의 벽에 적힌 기이한 그리스어 "Ananké“에 대해 물어본다. 프롤로는 그 뜻이 숙명이라 대답한다. 그들은 콰지모도가 납치미수죄로 광장 한복판에 몸이 묶인 채 끌려나오는 걸 바라본다("Anarkia"). 

콰지모도는 형벌을 견디지만 물 한 모금만 달라고 애원하게 된다("A Boire"). 아무도 들은 채 하지 않는데, 에스메랄다가 군중 틈에서 나와 그에게 물을 준다. 불행한 꼽추 콰지모도는 이 선행에 큰 감명을 받는다. 그리고 콰지모도는 바퀴에서 해방되고, 콰지모도, 프롤로, 페뷔스는 에스메랄다에 대한 각기 다른 감정을 노래한다("Belle"): 콰지모도는 자라나는 애정과 슬픔에 대해, 프롤로는 매혹과 욕망에 대해, 페뷔스는(노래하는 내내 플뢰르 드 리스가 질투 어린 눈으로 쳐다본다) 약혼녀를 뒤로하고 보내고 싶은 하룻밤 사랑에 대해 노래한다. 

콰지모도는 에스메랄다를 노트르담 성당 안으로 이끈다. 그는 성당이 그의 집이자 안식처였다면서, 그녀 또한 원할 때 언제든 와서 쉬어도 좋다고 말한다("Ma Maison, c’est Ta Maison"). 콰지모도의 흉한 외모 때문에 처음 느꼈던 공포와 달리, 에스메랄다는 이제 콰지모도에게 온정을 느끼고 둘은 친구가 된다. 혼자 남겨진 에스메랄다는 난생 처음 성모마리아에게 행복과 무사를 기원하는 기도를 올린다("Ave Maria Païen"). 한편 최근까지도 에스메랄다를 비밀스럽게 미행하던 프롤로는 마침내 그의 욕망이 스스로를 파멸시킬 것을 직감한다("Je sens ma vie qui bascule") 그러나 그는 저항할 수 없으며, 사실은 그 스스로 저항하고 싶지 않아한다는 걸 깨닫는다("Tu vas me détruire"). 

그날 밤, 페뷔스는 에스메랄다와의 하룻밤을 위해 발다무르 카바레로 가는 길에 그가 정체불명의 인물에게 미행당하고 있음을 눈치챈다. 정체를 알 수 없는 이는(두건을 뒤집어 쓴 프롤로이다) 그에게 더는 가지 말라고 경고하지만("L’Ombre"), 페뷔스는 무시하고 길을 계속 간다. 

발다무르 카바레에서 그랭구아르(평범한 손님으로 가장하고 있으며 해설자역할을 하는 것으로 보인다)는 인종에 관계없이 얼마나 많은 이들이 이곳에서 싼 값에 사랑을 사고 하룻밤을 보내는지 설명한다. 페뷔스는 사실 사생활이 지저분한 편이었다("Le Val d'amour"). 페뷔스는 에스메랄다를 만나 방으로 들어간다("La Volupté"). 둘이 밤을 보내려던 찰나 프롤로가 페뷔스의 등 뒤로 달려가 그를 에스메랄다의 칼(바로 이전 장면에서 풀어서 바닥에 내버려둔다)로 찌른다. 페뷔스는 쓰러지고 프롤로는 도주한다. 그랭구아르, 클로팽, 프롤로, 콰지모도와 코러스가 운명이 가진 파괴적인 힘에 대해 노래한다("Fatalité"). 
 

Act2

프롤로와 그랭구아르는 플로렌스 지방을 뒤흔드는 역사적 발견과 과학의 발명에 대해 말하며, 그 중 일부(요하네스 구텐베르크의 인쇄술, 마틴 루터의 신조 등)가 세계를 완전히 바꿀 것이라 말한다("Florence"). 그랭구아르는 성당이 조용하다는 걸 깨닫고 프롤로는 콰지모도가 지난 삼일 동안 종을 치지 않았다고 대답한다. 

종탑 꼭대기에서, 콰지모도는 성당의 종들이 그의 유일한 친구이자 연인이었음을 이야기한다. 그는 특히 세 가지 종을 세 마리아라고 부르며 가장 아끼는데, 아이의 장례식에 울리는 작은 마리아, 배가 출항할 때 울리는 큰 마리아, 결혼식에 울리는 거대한 마리아 종이다. 평생 다른 사람을 위해 종을 쳐온 콰지모도는 이번에는 에스메랄다가 살아있다면 자신의 마음을 그녀에게 알리기 위해 종을 치고 싶다고 노래한다("Les Cloches"). 

프롤로는 그랭구아르에게 아내가 어디있냐고 묻는다("Où Est Elle?") 그랭구아르는 에스메랄다가 어디에 있는지 자신은 모르겠다면서 의뭉스럽게 대답한다. 그러나 에스메랄다를 찾는 클로팽에게는 그녀가 성당의 감옥에 갇혀 있으며, 구하지 못한다면 교수형에 처해질 것이라고 대답한다. 

감옥 속에서 에스메랄다는 스스로를 새장에 갇힌 새에 비유하며 성당 어딘가에 있을 콰지모도에게 도움을 부르짖고, 콰지모도는 노트르담을 서성이며 삼일 전 사라져버린 에스메랄다를 걱정한다("Les Oiseaux Qu’on Met En Cage"). 클로팽과 부랑자 무리가 체포되어 성당의 감옥에 투옥되었을 때("Condamnés"), 에스메랄다는 살해혐의와 더불어 종교재판을 받게 된다("Le Procès/La Torture"). 에스메랄다가 결백을 주장하자 그녀는 죄를 시인하기 전까지 발을 으깨는 고문에 처해진다. 프롤로는 그녀에게 교수형 판결을 내리고, 에스메랄다는 그녀가 아직 페뷔스를 사랑하고 있음을 선언한다("Phoebus"). 남겨진 프롤로는 남은 열망과 정신적 고통 속에 갈등한다("Être Prêtre Et Aimer Une Femme"). 

그러나 완쾌된 페뷔스는 플뢰르 드 리스를 찾아가고, 그녀는 그를 향한 사랑이 여전하며 그가 에스메랄다를 교수형에 처한다면 약혼을 지속하겠다고 말한다("La monture"). 페뷔스는 집시 여자의 마술에 홀렸었다고 주장하겠다고 동의한다("Je Reviens Vers Toi"). 

처형식 전 오전 다섯시에, 프롤로가 에스메랄다를 방문한다. 그는 추위와 배고픔과 겁에 질린 에스메랄다에게 그녀를 너무도 사랑하여 페뷔스를 찔렀다고 자백하며, 그녀에게 선택을 강요한다("Un Matin Tu Dansais"): 이대로 형장에서 죽을 것인지, 그를 사랑하며 살아남을 것인지. 프롤로는 거부하는 에스메랄다를 겁간하려하나, 비밀스럽게 뒤를 밟은 콰지모도가 부랑자 죄수들을 풀어주는 바람에 실패한다. 클로팽이 프롤로를 공격하고 에스메랄다는 자유를 되찾아 부랑자 무리들과 함께 감옥에서 달아난다("Libérés"). 

그랭구아르는 달을 보며 에스메랄다를 사랑하는 마음 때문에 고통과 비탄에 빠진 콰지모도를 묘사하는 노래를 한다("Lune"). 

콰지모도는 에스메랄다가 노트르담의 안전한 장소에서 잠들 수 있도록 돕는다("Je Te Laisse Un Sifflet"). 콰지모도는 그가 평생 에스메랄다를 사랑하게 될 테지만, 흉한 외모 때문에 정작 에스메랄다에게 선택받지 못할 비참한 현실을 깨닫고 절망한다("Dieu Que Le Monde Est Injuste"). 혼자서, 에스메랄다는 그녀가 사랑하는 이를 위해 살아남을 것이며, 사랑은 세상을 바꿀 힘을 지니고 있고, 그녀가 죽더라도 그 사실은 변하지 않는다고 노래한다("Vivre"). 

클로팽을 비롯한 부랑자 무리는 노트르담 성당을 차지하고 있고, 프롤로는 페뷔스에게 그들을 돌파하여 몰아내라고 명령한다("L’Attaque de Notre Dame"). 클로팽과 그의 사람들은 저항하지만 무장 군인들을 당해낼 수 없었고, 전투에서 클로팽이 치명상을 입는다. 죽어가며 클로팽은 에스메랄다에게 그의 뒤를 이어 우두머리 역할을 해달라고 부탁한다. 뒤 이은 전투에서 에스메랄다가 붙잡히고 부랑자 무리는 패배한다. 페뷔스는 냉정하게 에스메랄다를 내버려두고, 부랑자를 파리에서 추방하고 플뢰르 드 리스와 함께 떠난다("Déportés"). 

에스메랄다를 찾아 노트르담을 헤매던 콰지모도는 성당의 한 탑 꼭대기에 선 프롤로를 발견하고 에스메랄다를 살려달라고 애걸한다("Mon Maitre, Mon Sauveur"). 반쯤 미친 프롤로는 처형 장면을 가리키며 콰지모도에게도 책임이 있다고 말한다. 프롤로는 죽어가는 에스메랄다를 보며 크게 웃고 콰지모도는 격노하여 프롤로를 밀어 숨지게 한다. 처형이 끝나 에스메랄다의 시체가 교수대에서 내려오자, 콰지모도는 시체를 끌어안고 그녀의 곁에 남을 것이며 죽음조차 그들을 갈라놓을 수 없다고 노래한다("Danse, Mon Esmeralda"). 

커텐콜 후, 그랭구아르가 대성당의 시대("Le Temps des Cathedrales") 앵콜을 주도한다.

## 노트르담 드 파리 한국 공연
| 시즌            | 에스메랄다                  | 콰지모도                     | 공연정보                                              |
| 2024 한국 버전  | 유리아 정유지 솔라          | 정성화 양준모 윤형렬         | 2024.01.24 ~ 2024.03.24 세종문화회관 대극장           |
| 2021 내한공연   |                             |                              | 2021.11.17 (수) ~ 2021.12.05 (일) 세종문화회관 대극장 |
| --------------- | --------------------------- | ---------------------------- | ----------------------------------------------------- |
| 2020 내한공연   | 엘하이다 다니 로미나 팔메리 | 안젤로 델 베키오 조제 뒤푸르 | 2020/11/10 ~ 2021/01/17 블루스퀘어 인터파크홀         |
| 2018            | 윤공주 차지연 유지          | 케이윌 윤형렬                | 2018/06/08 ~ 2018/08/05 세종문화회관 대극장           |
| 2015 내한공연   | 스테파니 베다 미리암 부르소 | 맷 로랑 안젤로 델 베키오     | 2015/01/15 ~ 2015/02/27 세종문화회관 대극장           |
| 2014            | 바다 윤공주 문혜원          | 홍광호 윤형렬                | 2014/02/03 ~ 2014/02/11 세종문화회관 대극장           |
| 2013            | 바다 윤공주                 | 홍광호 윤형렬                | 2013/09/27 ~ 2013/11/17 블루스퀘어 인터파크홀         |
| 2012년 내한공연 | 캔디스 파리즈               | 맷 로랑                      | 2012/01/19 ~ 2012/02/26 세종문화회관 대극장           |
| 2008            | 문혜원 바다 오진영          | 조순창 윤형렬                | 2009/08/01 ~ 2009/08/27 국립극장 해오름극장           |
| 2008            | 바다 오진영 문혜원          | 윤형렬 김법래                | 2008/01/18 ~ 2008/02/28 세종문화회관 대극장           |

## 같이 보기
- 빅토르 위고